# Генрі Персі, 1-й граф Нортумберленд
Генрі Персі (англ. Henry Percy, 10 листопада 1341 — 20 лютого 1408) — середньовічний військовий та політичний діяч королівства Англія, 1-й граф Нортумберленд, король Мену.

## Життєпис

### Молоді роки
Походив зі старовинного англійського аристократичного Другого роду Персі, пов'язаного з Лувенською династією. Старший син Генрі Персі, 3-го барона Персі та Марії Ланкастерської. По материнській лінії був пов'язаний з династії Плантагенетів. Народився 1341 року в замку Скаборо. Замолоду перебував при королівському дворі та в почті вуйка Генрі Плантагенета, герцога Ланкастера. Тут здобув гарну освіту та затоваришував з іншим представником правлячої династії — Джоном Гентським. 1358 року оженився на представниці впливового шляхетського роду Невілл. 1359 року під час Столітньої війни брав участь у військовій кампанії під орудою герцога Генрі Ланкастерського.
У 1362 призначається хранителем (охоронцем) Шотландських марок і уповноважений вести перемовини з урядом Шотландії. 29 січня 1366 року він став кавалером Ордена Підв'язки. У лютому 1367 року йому було доручено нагляд за всіма замками та укріпленнями на шотландському кордоні. Також він обіймав посади констебля Беріка і хранителя (коменданта) замку Джедборо. Цього ж року 4 вересня Генрі разом із батьком як хранителі Східних Шотландських марок підписали договір про охорону марок, погоджений з Томасом Бошаном, графом Уоріком та Вільямом де Ландалісом, єпископом Сент-Ендрюса, та Волтером Водло, єпископом Глазго.

### Політична діяльність
1368 року після смерті батька успадкував частину родинних володінь, розділивши їх з братом Томасом, а також титул барона. Спочатку більше приділяв уваги північним володінням, де перебував. 1369 року брав участь на початку військової кампанії Джона Гентського у Франції, проте невдовзі через хворобу повернувся на батьківщину.
Між 1368 і 1376 роками він входив до них близько 10 комісій мирових суддів в Йоркширі, та 2 — у Нортумберленді. Водночас у 1371, 1372—1372 і 1374 роках мав земельні суперечки з шотландським аристократом графом Вільямом Дугласом, які зрештою призвели до укладання миру.
1372 року знову перебував у Франції, очоливши допоміжний загін для Ла-Рошелі. 1373 року викупив в англійської корони право опіки над володіннями померлого барона Девіда Стратбогі. Того ж року Генрі Персі був учасником чергової кампанії Джона Гентрського у Франції, коли англійське військо пройшло від Кале до Бордо. Проте особливими військовими успіхами Персі не відзначився. У 1374 році двічі отримував особисті послання від папи римського Григорія XI з прохання посприяти його нунціям щодо початку мирних перемовин між Францією та Англією.
1376 року став членом парламенту, де було прийнято рішення створити комісію для налагодження взаємодії між палатами лордів і громад, членом якої став Генрі Персі. Водночас Генрі Персі призначається лорд-маршалом королівства та суддею з петицій. В політичному плані діяв як прихильник Джона Гентського, підтримуючи позиції того в парламенті та «нового патриціату» Сіті Лондону. В рамках цього сприяв обранню Адама Стебла з «нового патриціату» лорд-мером Лондона. Взаємодіяв з лорд-мером, переслідуючи лондонського торгівця Річарда Лайонса, якого було звинувачено в лихварстві. Втім у 1377 році під час засідання нового парламенту запропонував скасувати посаду лорд-мера Лондона, маючи на меті поширити свої повноваження лор-маршала на столицю Англії, що викликало спротив «старого патриціату» міста. Останніх підтримав Вільям Куртене, єпископ Лондона. До цього додався конфлікт між останнім та Джоном Гентським стосовно проповідей Джона Вікліфа. Зрештою все це викликало повстання лондонців, від якого Персі і Джон Гентський вимушені були тікати. Після заспокоєння хвилювань Генрі Персі призначається капітаном Кале, незабаром його було висвячено на лицарі, а лорд-мером Лондона стає Вільям Волворт зі «старого патриціату». 16 липня того ж року під час коронації нового короля Річарда II отримує титул гарфа Нортумберленда.
Невдовзі вступає у прикордонні протистояння з шотландським аристократом Джорджем Данбаром, графом Марч. 1377 року в битві при Дунсі зазнав поразки від шотландців. Напади шотландців особливо посилилися у 1378 року, коли в північній Англії лютувала епідемія чуми, що поєдналася з небувалим паводком. В свою чергу королівський уряд вимагав займати пасивну оборону. 1380 року Джона Гентського було призначено лейтенантом (заступником короля) на півночі, чим обмежували стародавні права Генрі Персі та його неофіційний статус фактично правителя на цих землях. Такі справи призвели до тривалого протистояння між Гентським та Персі, внаслідок чого останнього за наказом короля навіть на нетривалий час було арештовано. Водночас суперник Персі втратив посаду лейтенанта Півночі.
1381 року під час селянського повстання не зміг професійно себе проявити, що викликало новий конфлікт з Джоном Гентський, який домігся позбавлення Генрі Персі посади лорд-маршала, а невдовзі з посади судді з петицій та хранителя Середньої Шотландської марки. 1382 року отримав частину володінь роду Умфравілів, що припинився, зокрема баронію і замок Прадо, що посилило вплив роду Персі в Нортумберленді. При цьому втратив статус одноосібного хранителя Східної та Західної Шотландської марки, його співхранителем став барон Джон Невілл, хранитель Середньої Шотландської марки. Невдовзі Джон Гентський знову стає лейтенантом Півночі. Проте невдалий похід Джона Гентського проти Шотландії у 1384 році призвело до того, що Генрі Песрі було передано посади верховного шерифа Нортумберленда та адмірала Півночі (фактична влада на півночі королівства). Його молодшими помічниками (як співхранителі Шотландських марок) стали барони Джон Невілл та Томас Кліффорд. Проте вже у 1385 році він втратив посаду адмірала, а 1387 року — верховного шерифа. 1388 року війська графа Нортумберленда зазнали поразки від шотландців в битві при Оттерберні.
1397 року вступив у конфлікт з королем Річардом II через наданням тим Ральфу Невіллу графства Вестморленд. Невдовзі Персі втік до Шотландії, а 1399 році підтримав Генріха Болінгброка у повалення короля та захопленні влади. Натомість отримав від останнього отримав титул короля острова Мен, посаду лорд-констебля Англії і ключові адміністративні посади в графстві Чешир та Вельсі.

### Повстання
1402 року очолив військо проти шотландської армії на чолі із графом Арчибальдом Дугласом в битві під Хомільдон Хіллом, якому було завдано тяжкої поразки. Проте невдовзі вступив у конфлікт з королем через невиплату тим субсидій за охорону кордону, внаслідок вимоги передати до Лондона найзнатніших полонених (за них можна було отримати було гарний викуп), нездатність королівських військ придушити повстання валійців на чолі із Овайном Гліндуром (на півночі Вельсу рід Персі мав свої інтереси). Зрештою рід Персі підтримав повстання йоркширських баронів на чолі із Річардом Скрупом, архієпископом Йорку. Фактично війська очолювали син графа Нортумберленда — Генрі Хотспур та брат — Томас. Проте останнім було завдано нищівної поразки в битві при Шрусбері. Генрі Персі зумів виправдатися, але втратив посаду лорд-констебля.
1405 року став на бік Овайна Гліндура, що продовжив боротися з англійцями. Поразка повсталих в битві при Шиптон-Мурі призвела до втечі Генрі Персі до Шотландії. Його володіння та титули було конфісковано. Втім 1408 року в союзі з дружнім прикордонним англійським бароном Томасом Бардольфом вдерся до Англії, але зазнав поразки в битві біля Брамем-мура, де Генрі Персі загинув.

## Родина
1. Дружина — Маргарита, донька Ральфа Невілла, барона Ребі
Діти:
- Генрі (1364—1403), лицар-бакалавр
- Томас (д/н—1387)
- Ральф (д/н—1397)
- Алан
- Маргарита

2. Дружина — Матильда, донька барона Томаса де Люсі
дітей не було